# Mikhaïl Matiuixin
Mikhaïl Matiuixin   (Nijni Nóvgorod, 1861 - Sant Petersburg, 14 d'octubre de 1934), nom complet Mikhaïl Vassílievitx Matiuixin, rus: Михаи́л Васи́льевич Матю́шин, fou un artista rus i soviètic, músic, teòric de l'art i un dels líders de l'avantguarda russa de la primera meitat del segle XX. És recordat com a compositor de l’òpera futurista Victòria sobre el Sol (1913), que va fer famosa Kazimir Malèvitx.

## Biografia

### Primers anys
Matiuixin era el fill il·legítim d’un terratinent i d’una serventa. La mare de l'artista, Irina Petrovna Matiuixina, el va criar sol, i li va donar el seu cognom. Segons les seves memòries, de ben petit va aprendre a llegir, a escriure i a tocar el violí pel seu compte; als vuit anys va ingressar a les classes de música del Conservatori de Nijni Nóvgorod i el 1875 al Conservatori de Moscou. Matiuixin també sentia inclinació envers la pintura, però no es podia permetre la formació universitària en aquell moment. Després de graduar-se el 1881, Matiuixin es va unir a l'Orquestra de la Cort de Sant Petersburg i va tocar amb ella professionalment fins al 1913 com a primer violí. Va rebre formació formal en arts gràfiques amb una escola independent a Sant Petersburg a la dècada del 1890.

### Cubofuturisme

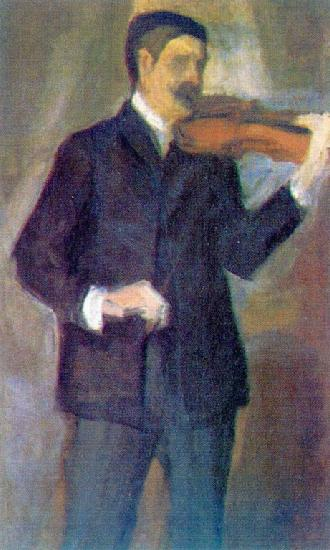
Retrat per Ielena Guró, 1910

Matiuixin va conèixer la seva segona esposa, l'escriptora i pintora Ielena Guró, a l'escola d'art Ian Tsonglinski, on tots dos es van formar el 1903-1905.Guró, setze anys més joves, va canviar radicalment la visió de Matiuixin de l'art i la societat, i tots dos van esdevenir una llavor per al moviment cubofuturista, que evolucionava en paral·lel al futurisme italià. Matiuixin era el més gran dels futuristes, i Aleksandr Blok va escriure sarcàsticament que Matiuixin "busca futurísticament semblar més jove". El 1910 Matyushin i Guro van patrocinar i foren coautors de Parany per a jutges, rus: Садок судей Sadok sudei, el primer almanac dels futuristes russos. La parella no va tenir fills, però el 1912 Guró, que patia de leucèmia,va inventar "el meu fill inoblidable",una mistificació literària que va persistir després de la seva mort i es va convertir en un tema del seu llibre Somni de tardor, (rus: Осенний сон Osennii son, 1912) musicat per Matiuixin el 1921.Guró va morir l'abril del 1913.

### Victòria sobre el Sol
El mateix 1913, any que es va convertir en annus mirabilis de l'avantguarda russa,la Unió del Jovent va produir dos espectacles de teatre experimental, Vladímir Maiakovski: una tragèdia de Vladímir Maiakovski i Victòria sobre el Sol, una opera de Velimir Khlébnikov, Aleksei Krutxónikh (llibret), Matiuixin (música) i Kazimir Malèvitx (escenografia).Segons Matiuxin, el "Sol de les aparicions barates"d'aquesta òpera no era altra cosa que el sentit quotidià de la realitat que ja no és infal·lible; fins i tot els conceptes bàsics galileus de la cosmogonia els poden canviar els humans que algun dia seran capaços de capturar físicament el Sol. Des de llavors, l'òpera s'ha fet notable per protagonitzar la primera aparició del Quadrat negre de Malèvitx.

### Teories de l'art
El 1918 els artistes d'avantguarda es van fer càrrec de l'antiga Acadèmia Imperial de les Arts, rebatejada com a Tallers Lliures (Svomas)on Matiuixin dirigia la seva pròpia classe d'art sobre color. El 1921 l'estat va rellançar l'Acadèmia i va tornar a instal·lar revivalistes neoclàssics al seu capdavant; malgrat les protestes públiques, Matiuixin, Malèvitx i Vladímir Tatlin van perdre les seves places.Matiuixin i Malèvitx es van retirar als murs de l'Institut de cultura artística de Leningrad (INHUK, per les seves sigles en rus) on Matiuixin i els seus deixebles van continuar els experiments sobre el color i la percepció.
Matiuxin, juntament amb Malèvitx i Pàvel Filónov, era un mil·lenarista perceptiu, que confiava que els límits de la percepció humana individual encara no s'han explorat i es poden ampliar significativament de manera gairebé mística. El moviment va començar a esvair-se cap al 1915 i va donar pas a la ideologia constructivista a principis de la dècada del 1920, però Matiuxin, Malèvitx i Filónov van romandre fidels al mil·lenarisme fins als anys 20.
Un altre problema tractat per Matiuxin fou la incapacitat humana de veure els 360 graus. El 1923 Matiuxin va escriure que la solució rau en el desenvolupament personal de l'artista fins al punt que aconsegueixi "un canvi fisiològic en el mètode anterior de percepció"
i va introduir el concepte d'un pla posterior, una capa d'informació posteriorment que anteriorment es trobava "fora de l'esfera humana a causa de les insuficiències de l'experiència".Matiuxin va formar un nou grup d'estudi anomenat Zorvedi afirmava que havia descobert proves de percepció d'esdeveniments i objectes situats darrere de la persona i que els humans posseïen centres visuals capaços de resoldre aquesta "visió" posterior.

## Llegat

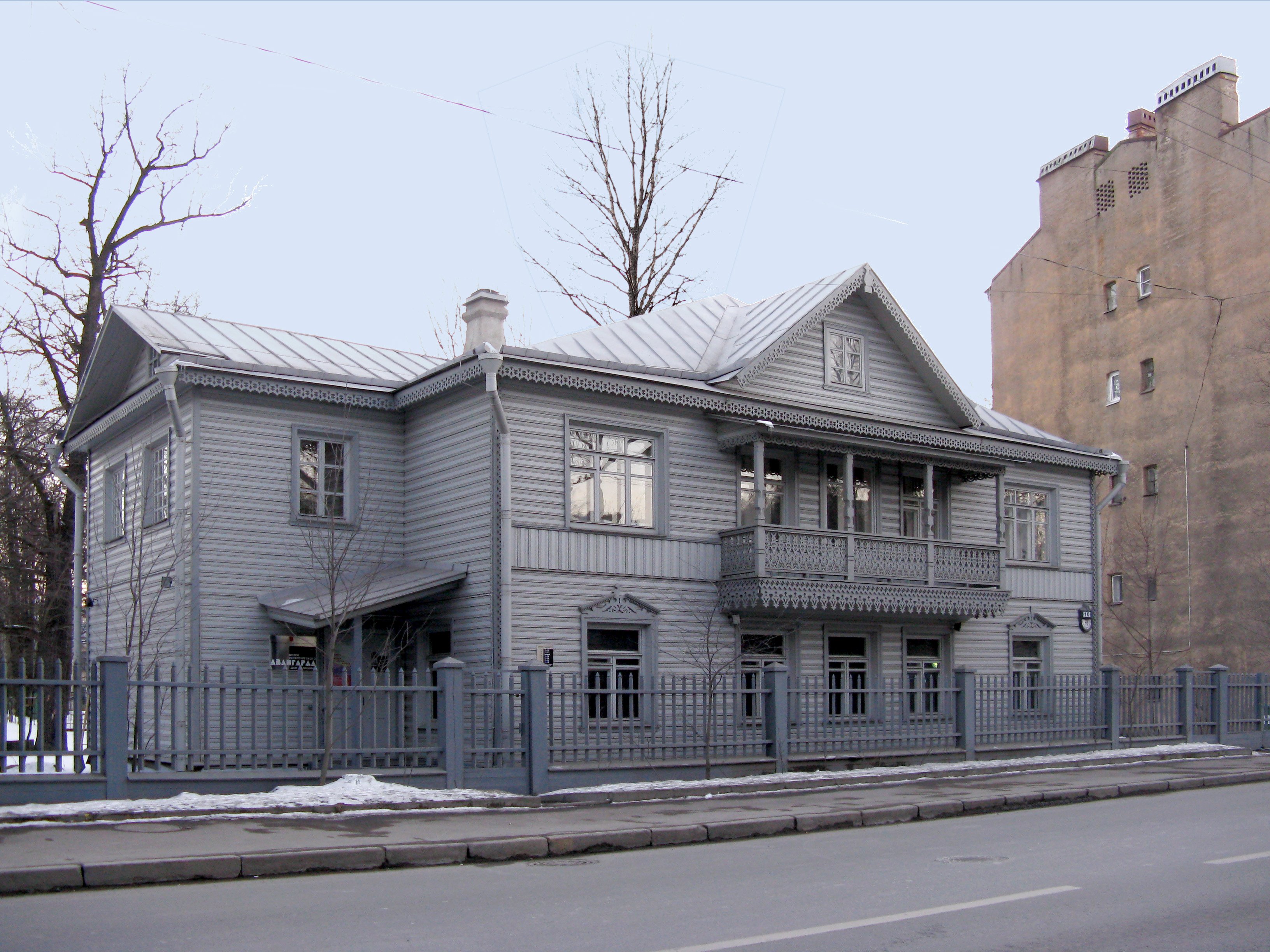
Casa de Matiuixin, 2009

La casa de fusta de Matiuixin i Guró a Sant Petersburg (59° 58′ 15″ N, 30° 18′ 45″ E / 59.970912°N,30.312384°E) ara alberga el Museu d'Avantguarda a Sant Petersburg, una divisió del Museu Estatal d'Història de Sant Petersburg. La casa, construïda originalment als anys 1840 o 1850, esdevingué propietat del "Fons Literari", rus: Литературный фонд, el 1904 i funcionava com a hotel d'artistes.Matiuixin i Guró es van mudar al pis 12 el 1912. El lloc també va proporcionar refugi a Malèvitx, Filónov, Maiakovski i altres artistes notables de l'avantguarda russa i del realisme socialista.
Olga Konstantínovna, la tercera esposa i vídua de Matiuixin, va viure-hi fins a la seva mort el 1975; durant el setge de Leningrad la seva habitació va ser presa per Vsévolod Vixnevski i una ordre especial va preservar l'edifici perquè no fos enderrocat per a fer llenya.Després del 1979, quan els últims residents havien marxat o havien mort, la casa de Matiuixin es va convertir en un museu públic.Tanmateix, l'edifici actual és una rèplica contemporània: la casa original va ser desmuntada i reconstruïda amb fusta nova el 1987; després d'un incendi el 1990 i molts entrebancs posteriors, es va reconstruir de nou i es va reobrir el 2006.

## Galeria

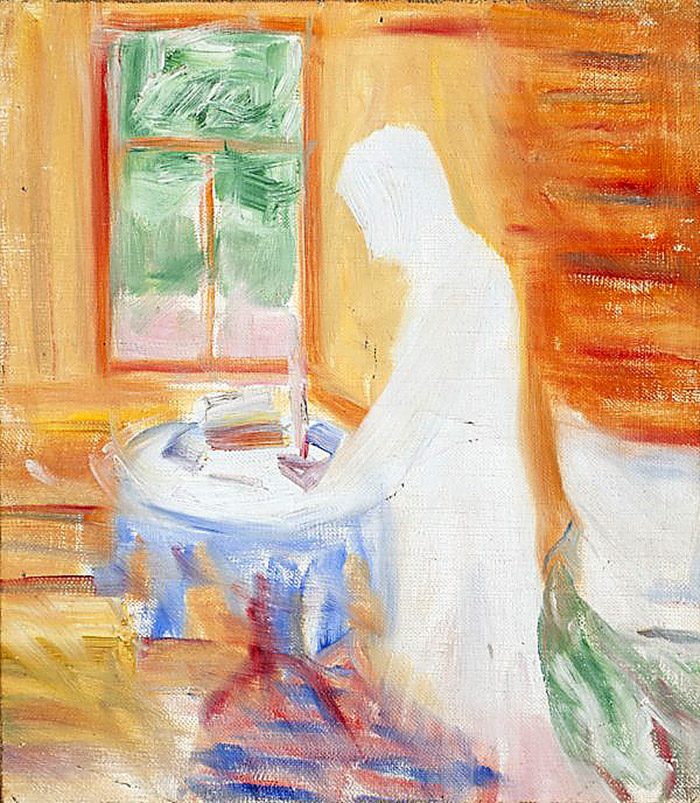
Fill, c. 1910
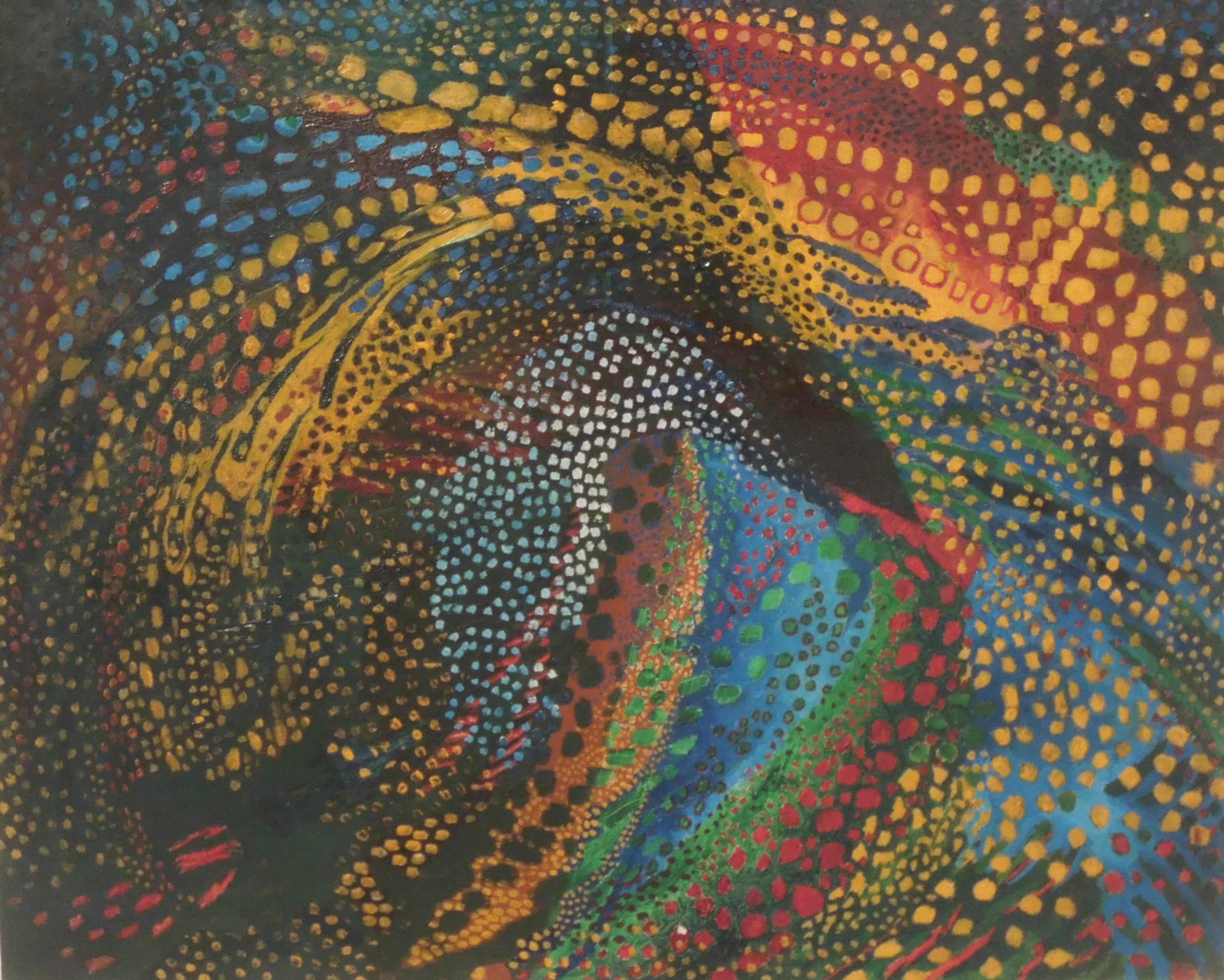
Composició pintorescomusical, 1918
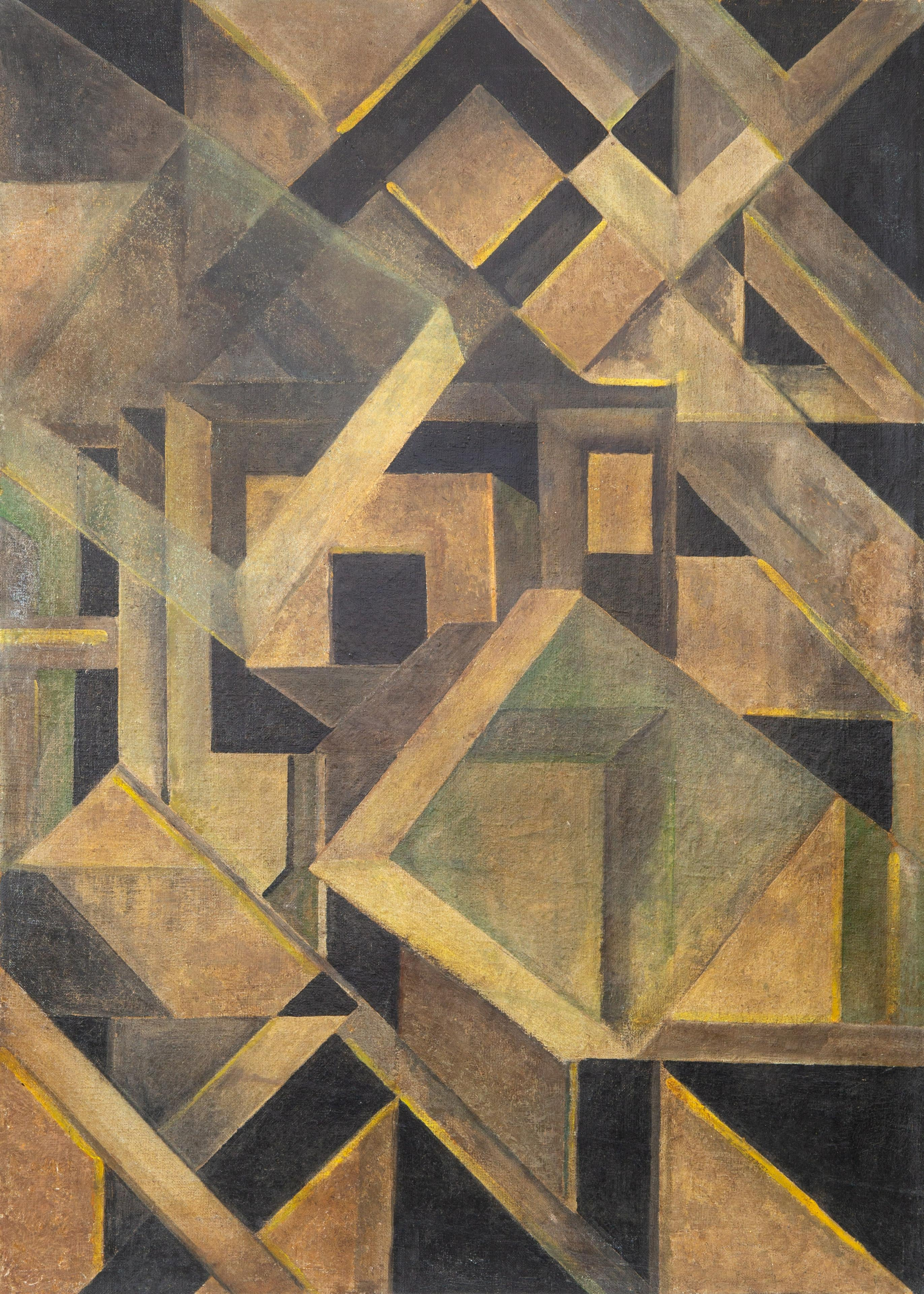
Composició abstracta amb formes cristal·lines, 1920
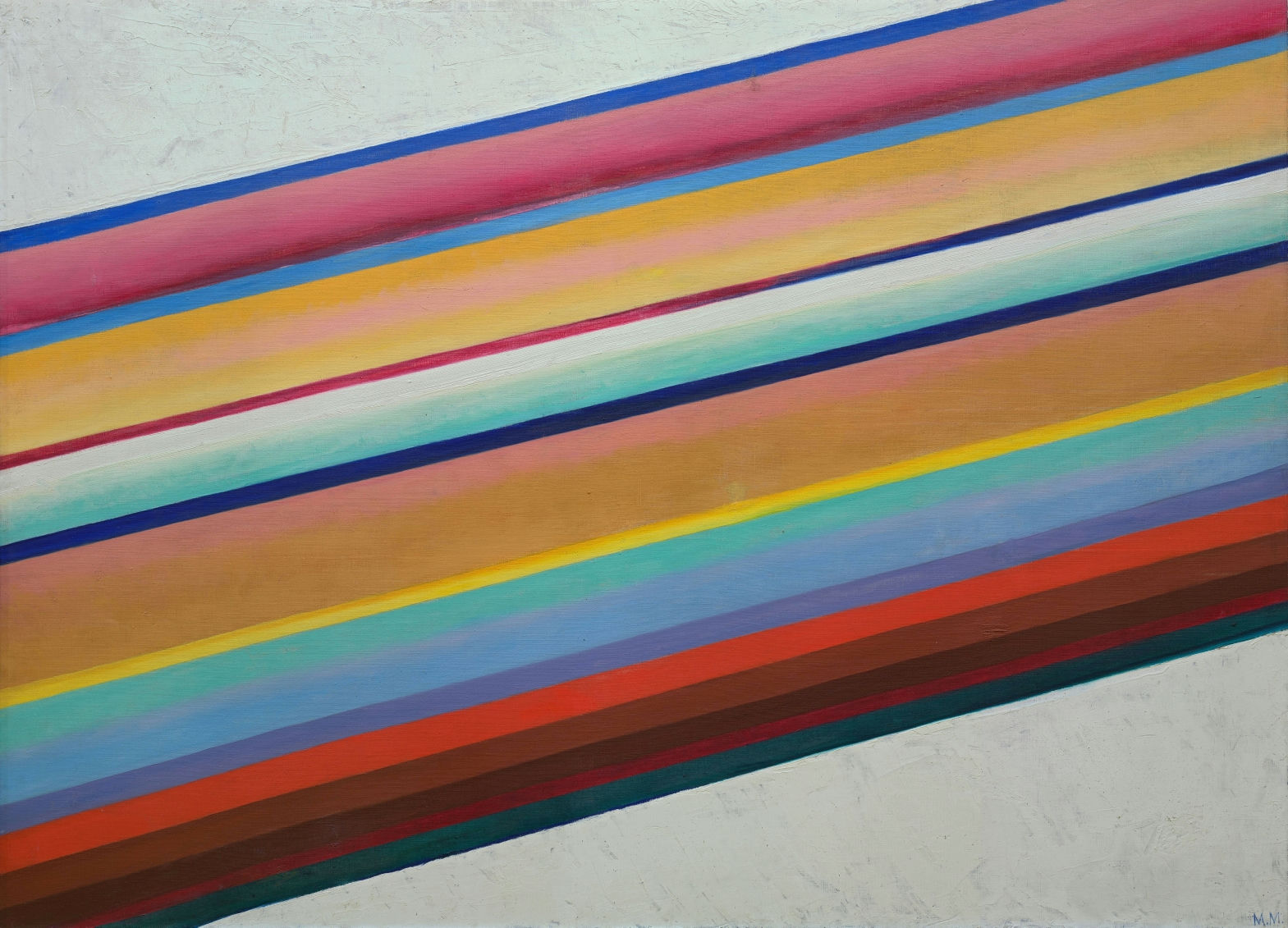
Moviment a l'espai (c. 1923)
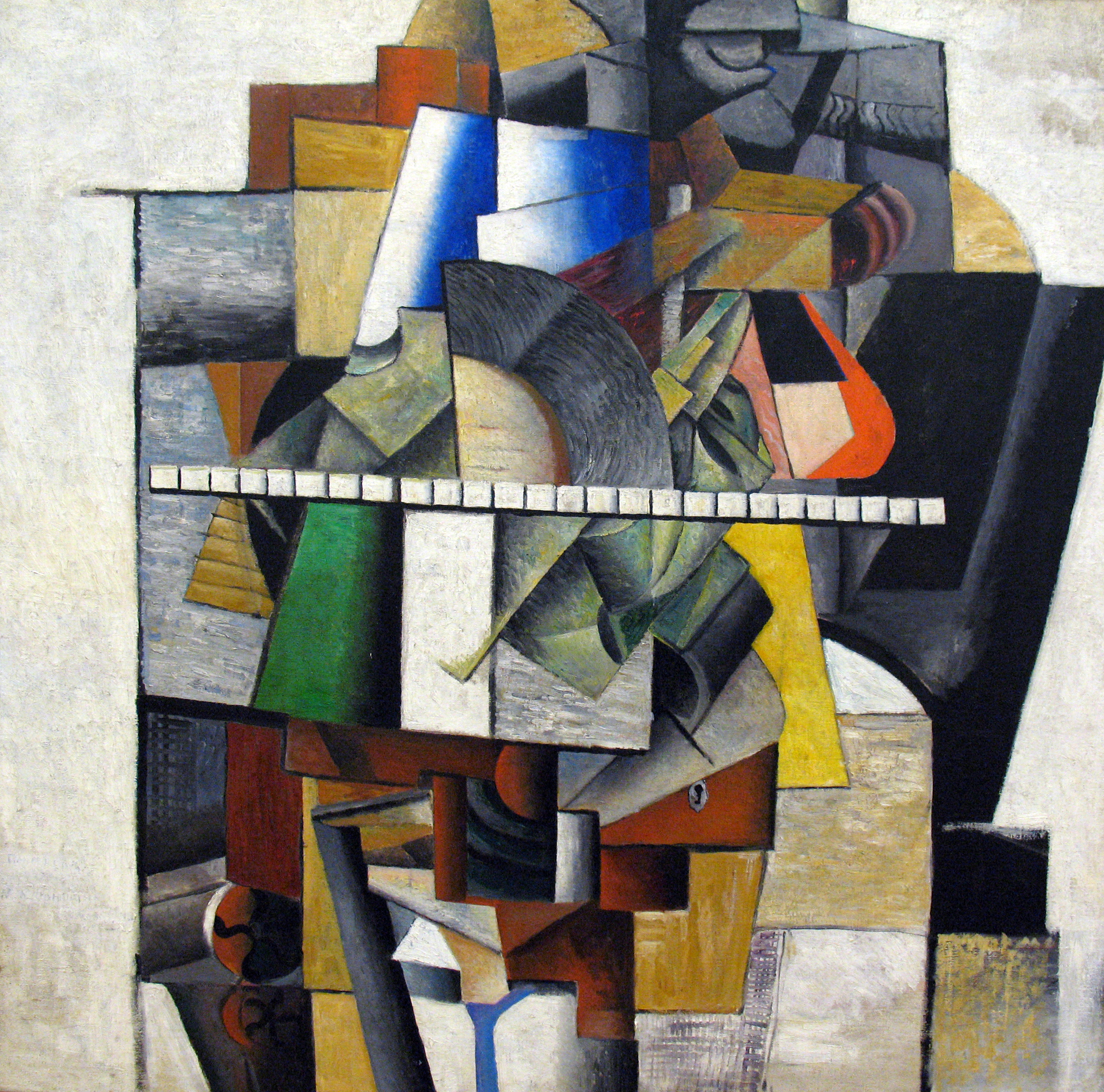
Kazimir Malèvitx, Retrat de Mikhaïl Matiuixin, c. 1913
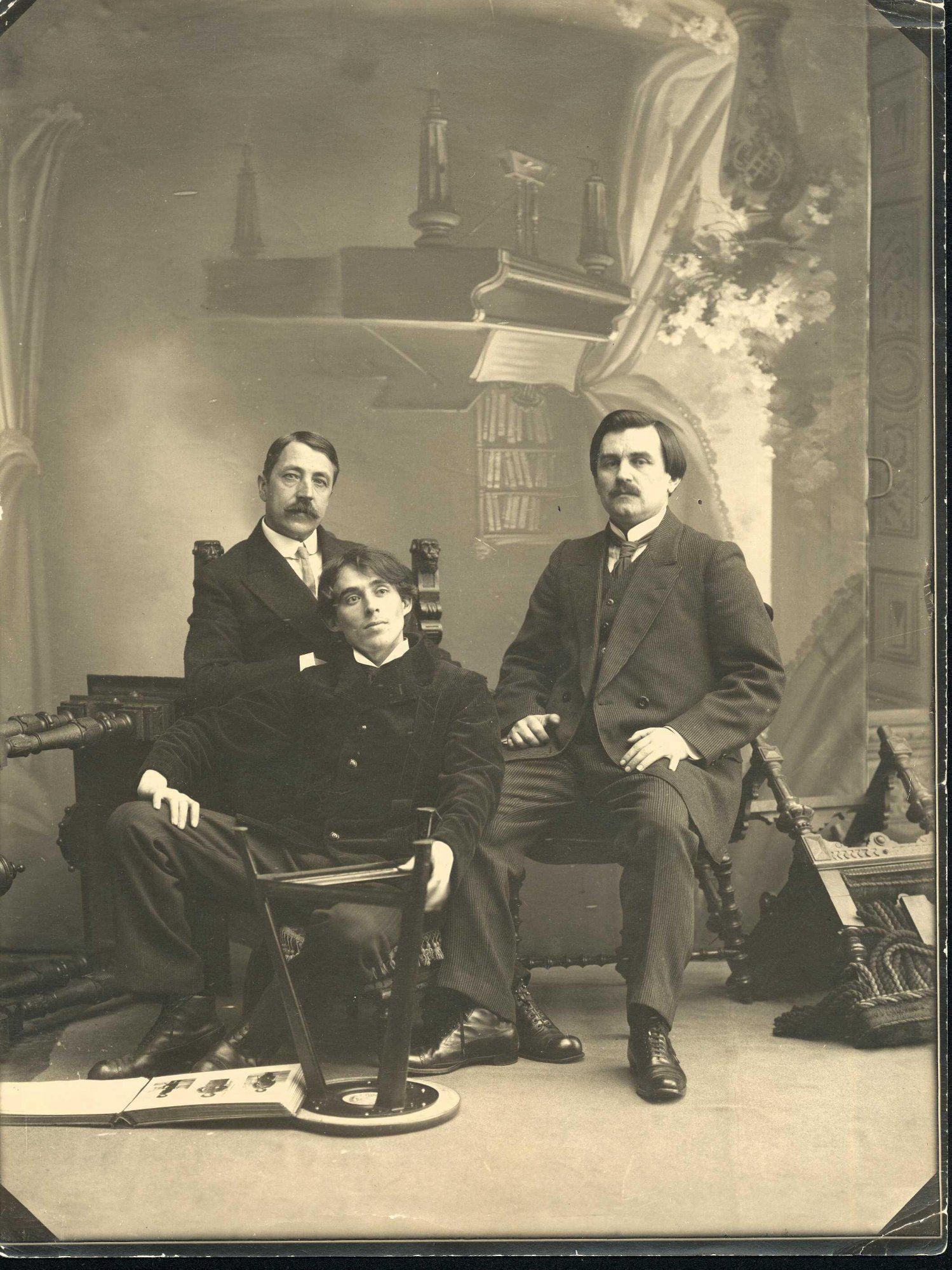
Matiuixin, Aleksei Krutxónikh i Malèvitx a la Primera Conferència russa dels bards del futur, 1912. Foto de Karl Bulla.